# Stefan Nyman
Stefan Nyman (* 1. Juni 1972 in Södertälje) ist ein ehemaliger schwedischer Eishockeyspieler und derzeitiger -trainer. Als Verteidiger war er in mehreren europäischen Ligen aktiv, unter anderem zwei Jahre beim Iserlohner EC in Deutschland. Nach dem Ende seiner Spielerkarriere ist er hauptsächlich als Assistenztrainer in der höchsten schwedischen Liga tätig gewesen, ab der Saison 2025/26 trainiert er die Iserlohn Roosters aus der Deutschen Eishockey Liga (DEL).

## Karriere
Stefan Nyman begann in seiner Heimatstadt Södertälje mit dem Eishockeyspielen. Als Jugendlicher wurde er zweimal für das renommierte Nachwuchsturnier TV-pucken nominiert. Nachdem er bereits für dessen Nachwuchsmannschaften aufgelaufen war, debütierte er in der Saison 1989/90 als 17-Jähriger für den Södertälje SK in der Elitserien und blieb dem Verein auch nach dem Abstieg in die Division 1 im Jahr 1992 erhalten. Nach dem verpassten Wiederaufstieg wechselte der Verteidiger zur Spielzeit 1993/94 zum Erstligisten Västra Frölunda HC, kam dort wegen mehrerer Verletzungen aber nur zu 17 Einsätzen.
Ab 1994 spielte Nyman in verschiedenen europäischen Ligen. Nach jeweils einer Saison beim SHC Fassa in Italien, Frederikshavn IK in Dänemark und bei KalPa in Finnland wurde er zur Spielzeit 1997/98 vom deutschen Zweitligisten Iserlohner EC verpflichtet, bei dem er mit 56 Scorerpunkten in 58 Spielen auch offensiv Akzente setzen konnte, sodass sein Vertrag um eine weitere Saison verlängert wurde.
Im Sommer 1999 wechselte Nyman schließlich zu den Vojens Lions. Bei dem dänischen Erstligisten war er drei Jahre lang Mannschaftskapitän. In der Saison 1999/2000 erzielte er 40 Vorlagen, die meisten aller Verteidiger in der Liga. Nach vier Spielzeiten bei den Lions beendete er wegen eines Knorpelschadens im Knie im Jahr 2003 seine Karriere.

### International
Stefan Nyman wurde ab der U16 in alle Altersklassen der schwedischen Nachwuchsnationalmannschaften berufen. Mit der U18-Auswahl gewann er die Goldmedaille bei der Europameisterschaft 1990. Ein Jahr später nahm er an der U20-Junioren-Weltmeisterschaft 1991 teil. Für die Herren-Nationalmannschaft wurde er hingegen nie nominiert.

### Trainerlaufbahn
Unmittelbar nach dem Ende seiner Spielerkarriere war Stefan Nyman ab der Saison 2003/04 Cheftrainer seiner bisherigen Mannschaft, die in IK Sønderjylland umbenannt worden war. Nach zwei Jahren erhielt er keinen neuen Vertrag und kehrte nach Schweden zurück. Als Assistenztrainer stieg er mit seinem Heimatverein, dem Södertälje SK, in der Spielzeit 2005/06 in die HockeyAllsvenskan ab. Daraufhin übernahm er in Doppelfunktion auch den Posten des Sportdirektors und führte das Team direkt zurück in die höchste schwedische Spielklasse. In der Saison 2008/09 wurde er von Management-Aufgaben entbunden. Er erhielt das Angebot, stattdessen den Posten des Cheftrainers zu übernehmen, lehnte aber ab.
Nachdem er anschließend kurzzeitig als Scout für Leksands IF tätig gewesen war, wurde Nyman Ende Januar 2011 zum neuen Manager des Zweitligisten Malmö Redhawks berufen, dort aber schon rund ein Jahr später wieder freigestellt.
Ab der Saison 2013/14 war Nyman mehr als zehn Jahre lang bei unterschiedlichen Vereinen als Assistenztrainer angestellt und dabei in der Regel für die Defensive verantwortlich. Zunächst stand er sechs Jahre lang bei Djurgården Hockey hinter der Bande. Mit dem Team gelang ihm im Jahr 2014 der Aufstieg in die Svenska Hockeyligan (SHL). In der Saison 2018/19 erreichte er mit der Mannschaft das SHL-Finale und wurde Vizemeister. Anschließend entschloss er sich, den Verein trotz laufenden Vertrags zu verlassen.
Nyman nahm das Angebot des HC Lugano aus der National League an, an der Seite von Sami Kapanen als Co-Trainer zu arbeiten. Nach einem schwachen Saisonstart wurden beide im Dezember 2019 freigestellt. Zur Saison 2020/21 kehrte er in die SHL zurück und wurde Assistenztrainer bei HV71. Durch eine schwere COVID-19-Erkrankung verpasste er einen Großteil der Saison. Ab der folgenden Spielzeit war Nyman abermals als Co-Trainer für den Örebro HK tätig. Nach dreieinhalb Jahren wurde er im Februar 2025 entlassen und nur wenige Tage später erneut von HV71 verpflichtet. Trotz erfolgreichen Klassenerhaltes beendete der Verein die Zusammenarbeit mit Nyman nach der Saison. Im April 2025 wurde er als neuer Cheftrainer der Iserlohn Roosters aus der Deutschen Eishockey Liga (DEL) ab der Spielzeit 2025/26 vorgestellt.

## Erfolge und Auszeichnungen
- 1990 Goldmedaille bei der U18-Junioren-Europameisterschaft
- 2014 Aufstieg in die Svenska Hockeyligan mit Djurgården Hockey (als Trainer)

## Karrierestatistik

### International
Vertrat Schweden bei:
- U18-Junioren-Europameisterschaft 1990
- U20-Junioren-Weltmeisterschaft 1991

(Legende zur Spielerstatistik: Sp oder GP = absolvierte Spiele; T oder G = erzielte Tore; V oder A = erzielte Assists; Pkt oder Pts = erzielte Scorerpunkte; SM oder PIM = erhaltene Strafminuten; +/− = Plus/Minus-Bilanz; PP = erzielte Überzahltore; SH = erzielte Unterzahltore; GW = erzielte Siegtore; 1 Play-downs/Relegation; Kursiv: Statistik nicht vollständig)